# Han Solo
Han Solo là một nhân vật trong loạt phim Star Wars. Han là một phi công đến từ hành tinh Corellia, và thuyền trưởng của tàu Millennium Falcon. Trong bộ ba phim gốc, Han lái tàu Falcon, cùng với phi công phụ người Wookiee của anh tên là Chewbacca, cả hai người sau này đều tham gia vào cuộc đấu tranh chống lại Đế chế Thiên hà của Liên minh Nổi dậy. Trong suốt câu truyện của Star Wars, Han trở thành một nhân vật chủ chốt trong Liên minh và các chính phủ thiên hà kế tiếp. Trong bộ ba phần tiếp theo, Han được miêu tả là chồng của Công chúa Leia Organa và là cha ruột của Jedi sa ngã, Ben Solo, kẻ sau khi rơi vào mặt tối của Thần lực, đã trở thành Kylo Ren. Harrison Ford đóng vai Han trong bộ ba Star Wars gốc cũng như bộ phim đầu tiên trong bộ ba phần hậu truyện. Alden Ehrenreich miêu tả Han Solo trẻ tuổi trong phim Solo: Star Wars ngoại truyện (2018). Cha đẻ của nhượng quyền thương mại, George Lucas, đã mô tả nhân vật là "một người cô độc nhận ra tầm quan trọng của việc trở thành một phần của một nhóm người và giúp đỡ cho những điều tốt đẹp hơn."

## Xuất hiện

### Star Wars
Han Solo được giới thiệu trong phim Star Wars (1977), khi anh và người bạn đồng hành Chewbacca chấp nhận yêu cầu điều lệ để đưa Luke Skywalker, Obi-Wan Kenobi, C-3PO và R2-D2 từ Tatooine đến Alderaan trên tàu của họ, Millennium Falcon. Han nợ Jabba người Hutt rất nhiều tiền và đầu anh bị ra giá. Thợ săn tiền thưởng Greedo cố gắng giao Solo cho Jabba, đã chết hoặc còn sống, trong khi hắn định bắt Solo thì anh lại có được phát bắn đầu tiên và giết Greedo. Han sau đó chuẩn bị rời khỏi Tatooine nhưng anh và các hành khách bị tấn công bởi lính stormtrooper của Đế chế, nhưng trốn thoát bằng cách tăng tốc tới tốc độ ánh sáng. Tuy nhiên, khi họ đến Alderaan, họ phát hiện ra rằng hành tinh này đã bị Đế chế phá hủy. Tàu Falcon sau đó bị bắt vào Ngôi sao Chết, một trạm chiến đấu cỡ mặt trăng được xây dựng bởi Đế chế. Han và các hành khách trốn dưới gầm tàu Falcon, thâm nhập được vào trạm và cải trang thành lính stormtrooper. Họ phát hiện ra rằng Công chúa Leia Organa là một tù nhân trên tàu, và Luke thuyết phục Han giúp giải cứu cô bằng cách hứa hẹn cho anh một phần thưởng hậu hĩnh. Họ giải cứu Leia và trốn thoát, mặc dù Obi-Wan bị giết bởi Chúa tể Sith Darth Vader.
Sau khi đưa Luke, Leia, C-3PO, và R2-D2 tới căn cứ bí mật của Liên minh Nổi dậy, Han và Chewbacca nhận được một khoản tiền đúng như lời hứa cho sự phục vụ của họ và chuẩn bị rời đi. Luke khuyên Han nên ở lại và giúp quân Nổi dậy tấn công Ngôi sao Chết, nhưng anh từ chối và không muốn tham gia. Han đổi ý và trở về ngay vào phút chót để cứu mạng Luke, cho phép cậu ta đưa quả ngư lôi vào ống xả và tiêu diệt Ngôi sao Chết. Bởi hành động anh hùng đó, Han được tặng một huy chương danh dự cùng với Luke và Chewbacca.